# Vignetta

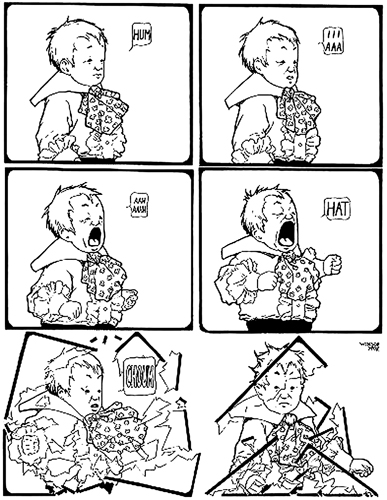
Tavola di Little Sammy Sneeze di Winsor McCay, settembre 1905

La vignetta (o scena) è un disegno, generalmente rappresentato all'interno di un riquadro, contenente una singola scena della striscia, della tavola o dell'intero volume a fumetti. L'ordine e le dimensioni delle vignette sono fondamentali, perché rappresentano una scelta stilistica e narrativa ben precisa. Ad esempio vignette di dimensioni e forme diverse forniscono una narrazione più movimentata, al contrario di un'impostazione con numero di vignette fisse, tutte della stessa dimensione, che esprimono meno dinamismo.
Per alcuni studiosi la successione delle vignette crea un fenomeno percettivo analogo a quello del montaggio cinematografico ed effettivamente la funzione delle vignette è simile a quella delle inquadrature, con cui ha alcune similitudini, fra queste:
- il punto di vista. Sulla drammaticità della scena influisce molto se la prospettiva è dal basso (in genere l'effetto è sovrastante, l'immagine incombe su chi guarda) piuttosto che dall'alto (dove si ottiene l'effetto contrario, di predominanza di chi guarda rispetto al soggetto raffigurato/ripreso).
- Le luci. La distribuzione delle luci, legata nel fumetto alla teoria delle ombre, può essere utilizzata, ad esempio,  per ottenere cupi effetti di chiaroscuro così come per delineare sagome controluce che creano atmosfere particolari.
- I colori. L'uso dei colori può contribuire a creare un'ambientazione più o meno drammatica, in base allo stile e alla tecnica scelti.

Cinema e fumetto differiscono in altri aspetti pur avendo in comune una rappresentazione illusoria e bidimensionale di una realtà tridimensionale. I mezzi tecnici utilizzati dai due media per rappresentare l'azione, sono completamente diversi, sia per i costi che per il numero di persone impiegate (un fumetto può realizzarlo anche una persona sola). Ma le contaminazioni tra i due media, rafforzate dall'ondata di cinecomics (film tratti da fumetti, prevalentemente ma non esclusivamente con protagonisti supereroi), restano comunque importanti per evidenti analogie di linguaggio.
La serie di inquadrature immobili, ovvero delle vignette, «realizza una continuità ideale attraverso una fattuale discontinuità», scrive Umberto Eco in Apocalittici e integrati. Lo stesso Eco ricorda come anche nel fotoromanzo avvenga uno stesso continuum virtuale, su cui si è soffermata Eveliyn Sullerot, che riporta una rilevazione sulle capacità di memorizzazione di lettrici sottoposte a un test, di come esse «ricordassero varie scene che di fatto non esistevano nella pagina, ma che risultavano sottintese dalla giustapposizione di due fotografie».

## La vignetta umoristica
La vignetta umoristica è un disegno che si trova su giornale e riviste, accompagnato quasi sempre da un testo breve, un motto di spirito, sarcastico, ironico o satirico.